# 갑옷

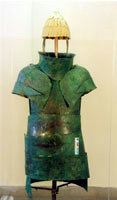
기원전 1400년 경 고대 그리스의 갑옷.

갑옷(甲-)은 무기에 의한 공격을 피하거나 흡수하기 위해 설계된 보호의를 일컫는다. 기능, 문화, 지역에 따라 공격을 막기위해 역사적으로 다양하게 발전되어 왔다. 보호의 측면 이외에도 그 쓰임과 역사에 따라 많은 형태로 연구될 가치가 있어 사료의 측면에서도 중요성을 가진다.

## 개요
인류집단 사이의 전쟁이 벌어지며 살상의 목적으로 무기가 발명되었다. 그 공격을 막을 목적으로 방어구가 등장하였고 그 중 신체부위들을 보호할 수 있게끔 갑옷이 발명되었다. 갑옷은 시대를 거듭할수록 진화의 과정을 거치며 다양한 형태로 오늘날에도 널리 쓰이고 있다. 공격을 수동적으로 막아낸다는 기능을 전제로 부위별, 지역별, 재질별로 세부적인 형태와 기능을 달리하며 발전하였다.
오늘날에는 과학기술의 발전에 따라 전쟁의 양상이 특정국가 사이에 국한되지 않고 범세계적으로 벌어지는 양상을 보이고 있어,
지역 혹은 재질의 차이는 많이 약화되고, 기술의 발전에 따른 기능적 측면이 중요시되어 지속적으로 개발 및 진화되고 있다.

## 설명
초기에는 동물의 가죽, 질긴 천, 나무, 뼈 등으로 만든 일종의 증가장갑 같은 구조로 시작했다. 이후 금속을 다루는 시대가 펼쳐지면서 청동과 철로 그 재질이 이어지며 본격적으로 갑옷이 전성기를 이루게 되고, 총과 대포의 등장으로 잠시 기능적 한계를 겪었다. 이 때 압축 종이로 갑옷을 만들기도 했다. 압축 종이로 만든 갑옷을 지갑(紙甲)이라 한다. 이후 인류의 많은 고민 끝에 새로운 전환점을 맞이하게 된다. 현대기술을 통해 방탄복과 방검복 등으로 발전하게 되었고 SF 계열에서는 강화복이라는 갑옷의 최종진화형의 형태로 그 명맥을 이어가는 중이다. 그리고 이는 점차 미래사회에 현실이 될 것이란 기대감으로 이어지고 있다.
동아시아에서는 주로 스케일 메일, 또는 러멜러 아머에 포함되는 철편이나 가죽 조각등을 이어 붙여 만드는 찰갑계열 갑옷이 주류였고, 유럽쪽은 초기에는 체인메일이 주류였다가 서서히 플레이트 아머화 되었다. 아랍~페르시아~인도 등지는 사슬갑옷과 찰갑의 중간형태의 갑옷들이 많이 사용되었다.
화기의 발달에 따라 서양은 갑옷의 면적을 줄이고 몸의 중요부를 집중 보호하는 큐라스 형태의 갑옷들이 만들어지다가 결국 투구와 흉갑만 남게 되었고, 동양권에서는 목면, 비단이나 종이를 두껍게 만든 갑옷들이 방탄효과를 발휘하여 사용되기도 했다.
결국 총기의 화력이 강화되면서 기존의 갑옷들은 무력화되고 사라졌다. 게다가 고전적인 갑옷을 입고 총알을 맞아서 무거운 몸을 부축하면, 갑옷 벗기다가 시간이 다 지나서 골든타임을 놓치기 쉽상이었다. 차라리 가볍고 간편한 전투복을 걸치고 총알을 맞으면 빨리 벗겨서 치료하는 것이 훨씬 생존에 유리했다. 하지만, 19세기 말에는 초기형태의 방탄복이 등장하기 시작했고 갑옷은 새로운 전환점을 맞이한다. 제1차 세계대전 때에는 독일 등의 몇몇 나라에서 강철판으로 만든 흉갑이 돌격부대원이나 저격수에게 지급되기도 했다. 심지어 일본군의 경우는 중일전쟁 기간에 집안으로부터 내려져 오는 골동품 갑옷을 껴입고 나온 장교들도 있었다.
마갑이나, 군견용 방검 혹은 방탄복처럼 동물을 위한 갑옷도 있다. 간접적으로나마 인간의 수행목적에 방해가 되지 않도록 발전된 것이다.

## 종류

### 부위별
크게 신체 부위에 따라 4단계로 분류된다.

#### 머리
투구: 머리를 보호하기 위한 목적으로 사용된 보호구의 일종이다. 특히 인류에게 있어서 머리는 심장만큼이나 인체에 있어서 중요한 기관이 많이 몰려있는 매우 중요한 부위이기 때문에 전쟁에 출전할 때 대체로 거의 빠지지 않는 방어구중 하나이다.
사람의 가장 대표적인 특징이 제일 많이 도드라지는 부분이 머리라는 것도 있기 때문인지 투구는 착용자의 개성과 신분을 나타내기 위해 본래의 보호 기능을 제외 하고도 장식들이 많이 가해지곤 한다. 상징적인 의미가 가미된 것이다. 시간이 흐르면서 그 모양새는 지역과 시대 그리고 당사자의 신분과 재력에 따라 매우 다양해졌다. 당연히 이렇게 되면 투구의 디자인에 각 민족의 문화예술적 요소들이 포함되기 때문에, 현대의 일반인도 역사에 관심과 지식만 있다면 투구의 모양새만으로 이게 어느 나라에서 어느 시대에 쓰였던 투구인지 읽어낼 수 있다.
총기가 발전하여 갑옷이 몰락한 뒤, 방탄복이 상용화되기까지의 공백기에도 투구는 재질과 모양을 달리하면서 방탄헬멧이라는 이름으로 공백기 없이 유지 되어 오고 있다. 이는 그만큼 머리가 중요한 기관이라는 것을 방증하는 것이라고 볼 수 있다.

#### 다리
퀴스: 허벅지를 보호한다. 허벅지는 대동맥이 있는 중요한 부위이지만 아래에서 찔러올리지 않는 이상 공격 당할 일도 별로 없다. 따라서 갑옷에서 가장 얇은 부위이다. 안쪽은 역시 안장에 앉을 때 방해되므로 완전히 덮지 않았다.

폴린: 무릎을 보호하는 부위로 무릎을 굽혔을 때 틈이 드러나지 않도록 관절식으로 연결된 철판으로 무릎 주변을 폭넓게 덮었고 바깥쪽은 날개와 같이 철판을 연장시켜서 상하기 쉬운 무릎을 안전하게 보호했다. 그러나 안쪽은 말을 다리 조임으로 몰기 위해서 덮지 않았다.

그리브: 정강이와 종아리를 방어하는 방어구. 팔과 같이 경첩으로 두 장의 철판을 연결해서 열고 닫을 수 있다.

#### 가슴(흉갑)

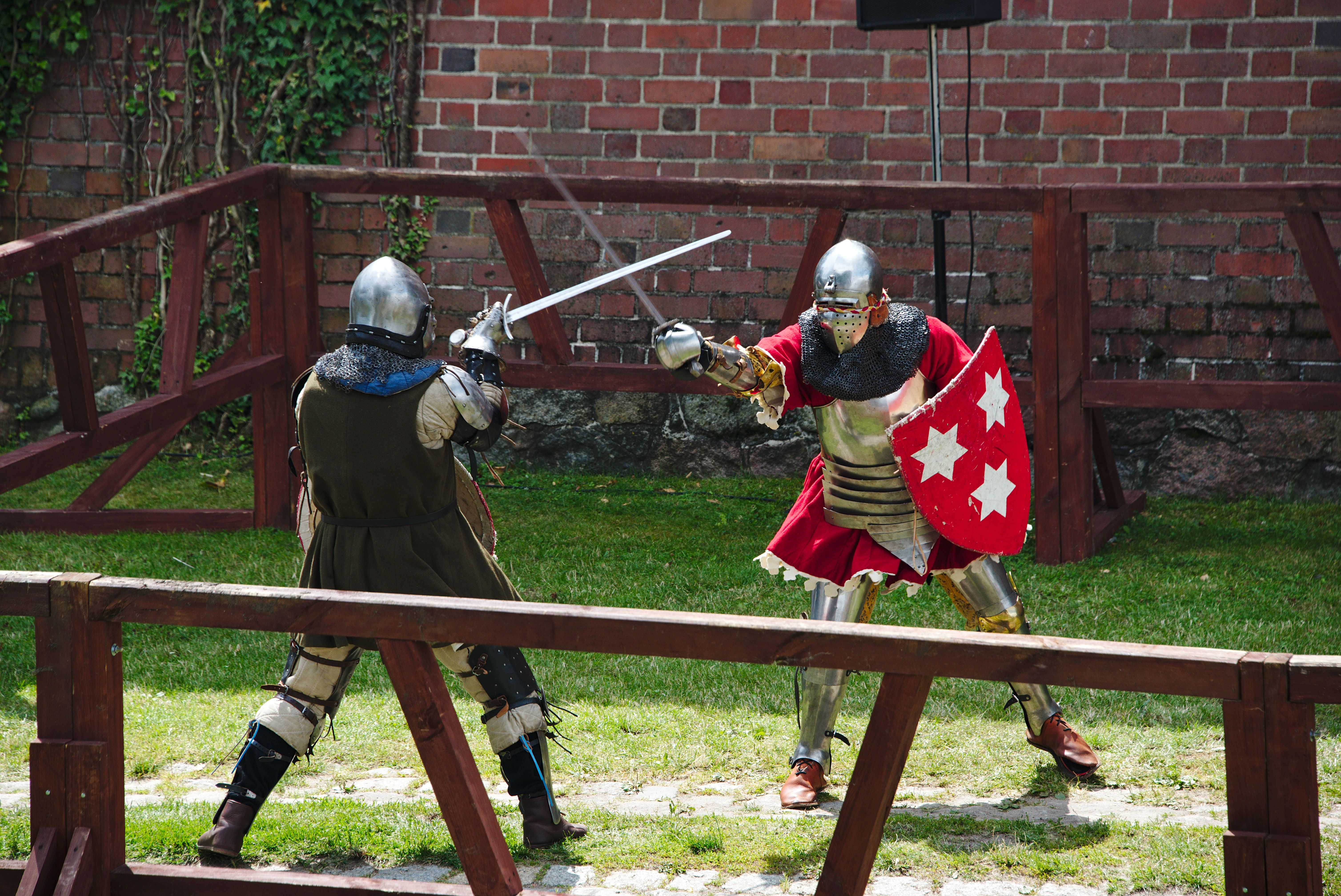
플레이트 아머의 모습이다.

플레이트 아머의 흉갑:  흉판(breastplate)과 배를 보호하는 플라카트(plackart)로 나눠서 만들고 이 둘을 벨트로 연결한다. 흉갑을 상하를 분리해서 만들었던 15세기에는 흉판을 빼고 플라카트만 갖추는 경우가 종종있었는데 갈비뼈와 복장뼈가 있는 가슴과 달리 뼈가 없는 배가 더 취약하기 때문이다. 그러나 시대가 흐를수록 플라카트가 위로 계속 확장돼서 가슴까지 덮기 시작하고 16세기 들어서는 분리하지 않는 완전 흉갑이 일반화된다.
뒷판(back plate)은 흉갑의 뒷판으로 앞판과 연결하는 경첩의 핀을 뽑아버리면 분리할 수 있다. 앞판과 마찬가지로 15세기에는 상하를 분리해서 만들었다.

브리간딘: 우리나라에서는 '두정갑'이라고 불렸던 이 갑옷은 아래 서술할 재질별에 따라 철갑과 피갑으로도 나뉜다. 크게 광목과 비단 등을 겹쳐 만든 외피와 방호를 위해 안쪽에 덧대는 갑찰로 구성되어 있다. 갑찰들은 보통 소가죽, 돼지가죽 등이나 철판 등으로 만들며, 찰갑에 쓰이는 것보다 훨씬 큰 크기의 갑찰들을 못을 이용해서 외피 뒤에 고정시킨다. 찰갑이 가죽끈을 이용해 갑찰들을 고정시켰다면 브리간딘류의 갑옷은 이 못으로 갑찰들을 고정시키는 것이다. 현대 개념으로 말하자면 리벳 접합 방식과 유사한 방식으로, 이는 전장에서의 숱한 피격 경험과 갑옷의 유지 보수 및 성능에 관한 노하우가 배어 나온 결과이다.

브리간딘과 그 원리가 유사한 한국의 '두정갑'이다.

찰갑류의 갑옷은 한 번 베이면 가죽끈이 끊어져서 철편들이 떨어져 나가기도 하며, 전투가 끝나면 가죽끈을 풀고 다시 철편들을 이어 붙여야 하는 등 유지 보수가 매우 시간이 들기 때문에 번거롭다. 반면 브리간딘의 갑찰들은 못으로 단단히 고정되므로 외피가 도려내지는 수준으로 난도질당하지 않는 이상 아무리 찔리거나 베여도 갑찰과 외피의 결속이 끊어질 일이 없다. 끊어지더라도 망치질 몇 번이면 다시 갑찰이 고정되기 때문에, 끈 하나에 의존하는 찰갑에 비해 내구력이 비약적으로 향상되었다. 또한 철판이 찰갑의 찰편에 비하여 대형화하여 담금질이 가능하게 되었으며 이는 방어력의 향상과 생산성의 향상을 이뤄냈다. 더욱이, 철판 위의 가죽 혹은 직물로 갑옷의 겉감을 형성하여 겉감으로 인한 투사무기의 위력 감소 역시 나타났다. 이는 현대의 방탄복과 마찬가지로 직물이 투사체에 휘감기며 위력을 반감시키는 것과 동일하다.

#### 팔
건틀릿: 기사들이 갑옷을 입을 때 손등을 보호하기 위한 방어구이자 일종의 장갑. 일반적으로 가죽 건틀릿 장갑을 낀 후에 손등과 손가락 겉부분을 금속으로 덮는 방식이다. 기사들의 손목 방어구로 많이 활용되었고, 검이나 창을 떨어트리거나 초근접전에서 적과 조우할 때 격투전을 벌이는데 활용하는 공격구로도 활용되었다.

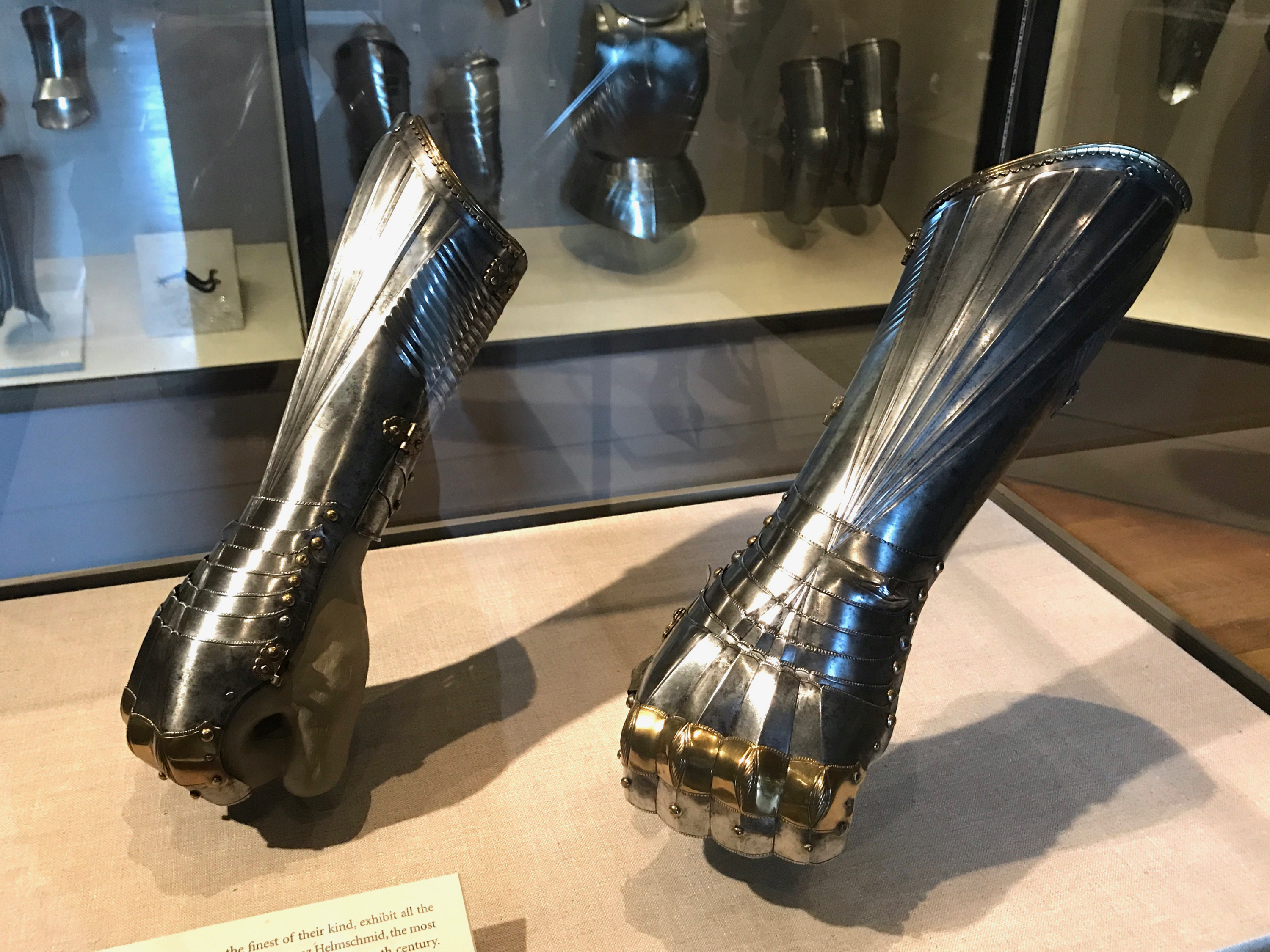
중세시대의 건틀릿이다.

애초에는 단순한 승마용 장갑이었지만, 전투중 손을 보호해야 할 일이 많아지자 점차 강화되었고, 결국 12세기 말에 사슬 호버크와 연결되는 벙어리 장갑처럼 생긴 체인메일 장갑, '머플러'가 등장한다.
보통 일반적으로 생각되는 철판 건틀릿은 14세기에 등장하기 시작하는데, 그 이전에는 가죽 장갑에 고래뼈나 철제 비늘 등을 덧붙인 형태였다. 가공이 복잡하고 어려운 손가락을 덮는 부분은 건틀렛과 연결되지 않았다. 아예 없는 경우, 그냥 건틀렛 아래에 끼는 장갑에 직접 철판이 붙어있는 형태가 공존한다.

### 지역별

#### 동양

##### 중국[1]
중국에서는 금속이나 가죽으로 만든 미늘을 갑편(甲片), 갑엽(甲葉), 찰(札),이라 부르며, 이것을 꿰매 엮은 개갑(鎧甲)이 방어구로 많이 사용되었다. 미늘의 네 변에 구멍을 뚫고 상하좌우로 복잡하게 꿰매 엮은 얇은 판막 갑옷은 전한 시대에 완전한 형태를 갖추어 중국 개갑의 주류가 되었다. 중국에서는 소위 철 갑옷은 출현하지 않고 미늘을 증가시켜 방어력을 높이는 방법을 택했다. 그 결과 송에서 명(10~16세기)나라에 이르기까지 개갑은 20kg 이상이나 되는 얇은 판막 갑옷이었다.

###### 피갑(皮甲)
개갑의 소재로서 최초로 사용된 것이 가죽이다. 가죽으로 만든 개갑은 가벼워 움직이기 편하며 수명도 길고 제작비용도 적게 들기 때문에 금속이 개갑의 주요 소재로 사용되기 시작한 후에도 금속제보다 더 많이 이용되었다.
중후을(曾侯乙)의 피갑은 춘추 시대 말기부터 전국 시대 초기(기원전 433년경)에 사용된 피갑이다. 미늘을 가죽끈으로 엮어맨 것으로 방어 범위가 넓은 개갑이다. 갑편은 방어력을 높이기 위하여 여러 장의 가죽을 겹쳐서 만들었는데, 이것을 합갑(合甲)이라 부른다. 내구력을 높이기 위하여 표면에는 옻칠을 하였다.
북송(960~1126년) 시대의 피갑은 중국 역사에서 가장 발전된 형태를 보였다. 가죽을 여러 겹으로 겹쳐서 금속제 갑정으로 고정시켰으며, 화려하고 방어력도 좋은 개갑이다.

###### 진나라의 개갑
이것은 1974년 진시황(재위기간: 기원전 246~기원전 210년)의 능에서 출토된 병마용들이 입고 있던 것이다.
장군용 개갑은 지휘관이 입는 특별한 개갑으로 갑편을 끈으로 엮어매고 천으로 테두리를 만들었으며 안이 대어져 있다.
병사용 개갑은 어깨, 상반신을 방어하는 개갑으로 개갑을 착용하는 병사 대부분이 이 종류의 개갑을 착용하였다.
전차병용 개갑은 전차를 모는 마부가 착용했던 개갑이다. 전차 마부는 전차를 조작하기 위해 양손을 가리고 있다. 즉 양손 전체를 보호하는 방어 부분이 많은 개갑을 착용하고 있다.
기병용 개갑은 말을 타는 데 편리하도록 소매가 없고 상반신만을 보호하도록 되어 있는 개갑이다. 기병은 보통 움직이기 편한 가벼운 차림의 개갑을 착용하였다.
이들 개갑이 어떤 재료들을 사용하여 만들어졌는지 정확히 알기는 어렵지만, 청동 아니면 가죽으로 만들어졌을 것으로 판단되며 끈으로 엮어져 있다.

###### 통수개(筒袖鎧)
통수개는 삼국 시대(3세기)부터 남북조(420~589년) 시대 초기에 걸쳐 많이 사용된 철개(鐵鎧)이다. 이 철개의 특징은 철로 된 작은 비늘 모양의 미늘을 겹치듯 엮어서 만들었다는 점과 소매가 붙어 있어 팔 윗부분과 급소인 옆구리 아랫부분도 보호할 수 있다는 점이다. 이 통수개는 상당히 방어능력이 뛰어난 개갑이었다. 남북조 시대 초기의 통수개는 약 670kg의 힘을 가진 노(弩)로도 관통할 수 없었다고 한다.

###### 양당갑(裲襠甲)
양당갑은 남북조 시대에 유행했던 개갑의 하나로서 기병들이 주로 사용하였다. 양당갑은 신체의 앞면을 보호하는 흉갑(胸甲)과 등을 보호하는 배갑(背甲)으로 나뉜다. 양쪽 모두 쇠미늘을 엮어 테두리를 붙인 것으로, 이것을 가죽 끈으로 연결하여 어깨에 걸어 착용한다. 착용할 때는 벨트로 허리를 고정시킨다. 겹쳐서 엮은 쇠미늘은 방어력이 뛰어나며 신체의 앞면과 등 양쪽 상반신과 무릎까지 보호할 수 있다.
삼국 시대에 등장하여 남북조 시대에 들어서 유행하였다. 소매가 없고 흉갑과 배갑을 어깨로 연결한 개갑의 원형은 일찍이 한나라의 기병용 개갑에서 찾아볼 수 있다. 남북조 군대의 주력이었던 중무장 기병의 일반적인 모습을 살펴보면, 몸에는 양당갑을 착용하고 말에게는 마개(馬鎧)를 씌웠으며 큰 삭(槊 : 창의 일종)을 주요 병기로 사용하였다. 또한 투사병기로서 활과 화살을 항상 갖추고 있었으며 허리에는 접근전에서 사용하기 위한 직도(直刀)를 휴대하고 있었다.
수, 당나라 때에는 고위 무관들의 의장용 개갑으로 사용되었다. 나중에는 미늘을 떼어버린 형태로 무관들의 의장용 의복으로 자리잡게 된다. 어깨부터 팔까지를 방어하는 피박이나 발을 방어하는 슬군을 보완시킴으로써 방어능력을 높였으며 한참 후인 송나라 때도 이 형태의 개갑은 계속 이용된다.

###### 명광개(明光鎧)
명광개는 남북조 시대부터 시작하여 당나라에 이를 때까지 유행했던 개갑이다. 특징은 흉부와 등에 타원형의 호심(護心)이라는 판이 있어, 흉부와 등의 방어력이 뛰어나다. 명광개라는 이름은 거울과 같이 매끈하게 만들어진 호심이 빛을 잘 반사한다는 데서 유래되었다. 방어 범위가 넓어 방어력이 양당갑보다 더 우수하며 보병이나 기병도 많이 이용하였다. 일반적으로 명광개는 철개였지만, 겉모양을 똑같이 한 가죽 개갑도 많이 사용되었다. 후한 말기부터 삼국 시대에 걸쳐 등장하여 남북조 시대에 완성되고, 남북조 시대 말기부터 당나라 때까지 대표적인 철개로 사용되었다.

###### 보인갑(步人甲)
보인갑이라는 것은 보병용 개갑으로, 기병용 개갑과 근본적으로 다른 점은 보병용 개갑의 길이가 더 길다는 점이다. 그러나 길이가 길다고 해서 방어 범위에 큰 차이가 있는 것은 아니다. 기병은 말을 탈 때 다리를 구부리고 등자에 발을 걸기 때문에 발 부분이 짧게 처리되어 있는 개갑이 이용되었다.
『무경총요』에 나오는 북송 시대의 보인갑은 갑엽을 가죽끈과 갑정을 사용하여 엮은 개갑으로, 거의 전신을 덮으며 중국에서 사용된 개갑 중 가장 견고한 갑옷 중 하나이다.
송나라 보병용 개갑은 소흥(紹興) 4년(1134)의 규정에 의하면, 1천825장의 갑엽을 엮도록 되어 있으며 전체 중량은 29kg이나 되었다. 더욱 견고한 개갑을 만들기 위해서는 갑엽을 많이 사용하면 되겠지만, 이렇게 되면 방어능력이 좋아지는 대신 개갑이 너무 무거워지는 문제가 있었다. 이 때문에 당시 개갑의 무게는 29.8kg 이내로 하라는 칙명을 내린 적도 있었다.
보병의 장비에 맞추어서 만든 개갑도 등장하였다. 1168년 보병용 개갑을 살펴보면, 창을 들고 맨 앞을 지키는 창수용(槍手用)은 약 32~35kg으로 무겁게 하고, 그 뒤에서 활을 사격하는 궁수용(弓手用)은 접근전을 하는 경우가 많기 때문에 약 28~33kg, 가장 뒤에서 노를 사격하는 노수용(弩手用)은 장비가 무겁기 때문에 약 22~27kg으로 하였다.
개갑 한 세트를 만들기 위해서 한 사람이 작업을 할 경우 70~141일이 걸렸다. 그러나 실제로는 각 공정을 담당하는 직인이 팀을 이루어 분업을 했기 때문에 한 팀에서 2일 정도 걸려 한 세트를 만들었다.

###### 면갑(綿甲)
면갑은 두꺼운 면이나 비단 천 속에 쇠미늘을 넣어서 동으로 된 못[銅釘]으로 고정시킨 개갑이다. 오늘날의 코트와 비슷한 모양을 하고 있다. 거의 전신을 감싸고 있기 때문에 방한에도 뛰어나 중국 북방에서 많이 사용되었다. 두꺼운 천과 내부가 철제 미늘로 되어 있는 면갑은 냉병기나 당시의 화기 공격에 대해서 방어력이 상당히 뛰어났다.
외형상 옷으로 보이는 면갑의 원형은 당나라의 비단 개갑으로, 백포갑(白布甲), 조포갑(皁布甲), 포배갑(布背甲) 등이 있었다. 몰론 이 비단 개갑들도 비단으로만 되어 있는 것은 아니고 내부가 철제 미늘로 되어 있는 구조였다. 그후 명나라 말기(17세기)에는 면갑이 완성되어 명나라 군대나 청나라 군대에서도 많이 사용되었다.

###### 쇄자갑(鎖子甲)
쇄자갑은 서양의 체인 메이 아머(chain mail armor)에 해당되는 갑옷으로, 철제 링을 연결하여 만든 갑옷이다. 철제 링의 크기는 동전의 크기였다. 이 쇄자갑은 냉병기 공격에 대해서 방어력이 매우 뛰어났다. 이 쇄자갑의 구멍은 그 크기가 작고 철로 되어 있기 때문에 창이나 화살이 그리 간단하게 통과할 수 없었다. 그러나 방어력은 중국에서 일반적으로 사용되는 러멜러 아머에는 미치지 못했다. 쇄자갑의 장점은 중국에서 일반적으로 사용되는 개갑보다 훨씬 더 가볍고 바람이 잘 통한다는 것이었다. 또한 가볍기 때문에 다른 개갑과 함께 착용할 수도 있었다.

###### 등갑(藤甲)
등갑은 특수한 처리를 한 등나무를 엮어서 만든 개갑으로, 화기가 아닌 냉병기 공격에 대해서는 충분한 방어력을 가지고 있었다. 등갑의 가장 큰 장점은 금속제 개갑에 비해 가볍고, 물에 강하고, 바람이 잘 통해 습도가 높은 지방에서 쾌적하게 사용할 수 있다는 점이었다. 따라서 이 등갑은 중국의 남쪽지방에서 사용하기 적합하였다. 방어할 수 있는 부분은 머리와 상반신뿐이지만 방패를 함께 사용하는 경우가 많았기 때문에 그 외의 부분은 방패를 사용하여 막았다. 약점은 재질의 특성상 불에 약하고 화기 공격에 대한 방어력은 전혀 없으며 날씨가 추운 북방지역에서는 사용할 수 없다는 것이다.

###### 지갑(紙甲)
지갑은 종이와 천(비단 또는 목면)을 소재로 하여 만든 개갑이다. 중국의 남쪽지방에서는 보병용으로 사용하기도 하고 가볍기 때문에 선상에서도 사용하였다. 지갑으로 방어할 수 있는 부분은 상반신에서 하반신 무릎까지인데, 이 길이는 늪이나 밭이 많은 남쪽지방의 병사들의 행동을 고려한 결과이다. 표면에는 비단이나 종이를 바르고 화살이나 조총의 탄환을 막아내기 위하여 3cm 정도 두께의 종이나 목면으로 뒤를 대어 단단하게 누빈다.

##### 일본[2]
방어구는 기본적으로 실용성이 최우선되는데 서구나 중국과는 달리 일본에서는 독특한 발전 양상을 보인다. 일본도가 공예기술의 결정체로서 미술적 가치를 낳은 것과 마찬가지로, 갑주도 실용성에서 출발하여 화려한 색채와 장식을 중시한 것으로 발전하게 된다. 다시 말해 기능성과 함께 미적 감각을 반영하여 목숨을 건 전장에서 '용사를 장식하는 화려한 복장'이라는 특별한 의미를 갖기에 이르렀다는 점이 일본 갑주의 큰 특색이다.

###### 단갑
단갑(한자: 短甲, 일본어: たんこう)은 오래 전에 '미지카요로이(짧은 갑옷이라는 뜻)'라 불렀으며, 몸통을 보호하는 짧은 갑이다. 허리까지의 몸통 부분에 밀착하는 유동적 곡선미로 보아 고대의 갑 중에서도 가장 일본적인 감각을 지닌 갑으로 분류된다.
단갑은 검, 모, 창 등의 자격을 방어하는 것이 주된 목적인데 처음에는 식물이나 동물 가죽 등의 유기질 재료로 만들어진 것으로 추정되나 부식 등으로 인해 오늘날 확인할 수는 없다. 오늘날 직접 눈으로 확인할 수 있는 것은 고분 시대의 단갑으로 거의가 철, 금동제의 것이다. 이들 단갑의 구조는 장방형 또는 삼각형의 금속판을 가죽끈으로 엮은 형태이다. 이후로는 끈 등을 사용하지 않고 철판을 철제 징으로 고정시키는 방식이 쓰이게 된다.
단갑은 초접(草摺)이 없는 것이 보통인데, 같은 시기에 병행된 괘갑의 영향으로 초접을 붙인 것도 있다. 다만, 붙일 경우에도 분리가 자유롭게끔 고안되어 있다. 몸통의 앞쪽보다 뒤쪽이 더 길게 만들어져 있어 착용하면 등 부위가 거북이 등껍질처럼 완전히 덮이도록 되어 있다. 이렇게 하여 가장 위험한 배후로부터의 공격에 대비하는 것이다. 매우 견고하게 만들어져 있으므로 검이나 창 등의 자격에도 끄덕 없는 경량의 도보 전투전용 갑이다.

###### 괘갑
고대의 갑 중에서도 대륙의 영향을 강하게 받은 것이 이 괘갑(한자: 挂甲, 일본어: けいこう)이다. 기마민족이 즐겨 사용한 것으로 자격뿐만 아니라 활 공격에도 대응할 수 있다. 일본에서는 5세기 중엽부터 등장하여 6~7세기의 고분 시대, 나라 시대에 걸쳐 널리 쓰였다. 찰개(札鎧)라고도 부르는 이 괘갑의 기본 형식은 소찰(小札, 미늘)을 가죽끈 등으로 연결한 것과, 어깨가 없는 옷에 소찰을 꿰맨 형태의 것이 있다. 소찰이라는 것은 철판, 동판 등을 단책형으로 잘라 만든 것으로, 끈을 통과시키는 구멍이 여러 개 뚫려 있다. 소찰의 크기는 여러 종류로, 하나의 갑을 제작하는 데 대략 800매 정도의 소찰이 사용되며 이를 상하좌우로 빽빽이 연결하여 몸을 뒤덮는 것이다.
괘갑은 갑의 몸통에서부터 밑으로 늘어진 초접(草摺)이 하나로 되어 있으며, 겉모양은 외투처럼 긴 형태로 대퇴부까지 덮는다. 기능적인 특성은 가늘게 자른 재료를 끈으로 엮어 만들기 때문에, 착용했을 때 딱딱하고 경직되는 느낌의 단갑에 비해 몸을 자유롭게 구부릴 수 있다는 이점에 있다.
또 중무장을 할 때는 갑뿐만 아니라 목을 위한 경개(頸鎧)와 그에 부속되는 견개, 팔을 위한 수전(手纏), 다리를 위한 족전(足纏)을 장착한다. 이럴 경우에는 중량이 30킬로그램에 달해 걸어다니기에도 불편할 정도이다. 그러므로 마상 전투에 적합한 것이라고 할 수 있다.

###### 대개
대개(한자: 大鎧, 일본어: おおよろい), 즉 오요로이는 중세 이후의 다른 갑옷에 비해 대형화되었기 때문에 형식적인 구분으로서 이렇게 부르고 있다. 오래 전에는 단순히 요로이라 불렀으나 동환, 복권 등도 요로이라 했으므로 이들과 구별하기 위해 식정(式正) 요로이, 저장(著長, きせなが)이라고도 불렀다. 오요로이는 고대 괘갑의 소찰 수법(手法)을 그대로 계승하여 단갑의 협순(脇楯) 등 주요한 부분을 활용하는 형태로 만들어진 것이다. 소재는 철, 소가죽, 사슴가죽, 면실, 끈, 각종 염료 등으로 시대를 대표하는 공예기술과 미적 감각을 종합적으로 집대성하여 만들어졌다.
오요로이는 기마전에서의 공격성을 고려하면서도 태도, 궁시에 대응할 수 있도록 설계된 것이다. 그 이점은 무엇보다도 '공격을 주로 하는 방어'라는 점에 있다. 서양의 기사 갑옷은 머리부터 발끝까지 틈새 없이 철판으로 뒤덮어 한 손에는 방패, 다른 한 손에는 검을 쥐는 스타일이다. 이러한 형태는 견고한 방어 태세를 갖출 수는 있으나 활동성, 기민성이 떨어지는 단점이 있다. 이에 반해, 오요로이는 소찰을 활용하여 전체적인 신축성을 확보하고 관판 등의 장비를 이용해 틈새를 보호할 수 있도록 되어 있다. 또 마상의 전투에서 자유롭게 몸을 회전시키거나 구부릴 수 있는 구조로 만들어져 있다. 때문에 활을 쏘거나 태도를 휘두를 경우에도 좌우의 팔을 자유롭게 움직일 수가 있다. 다시 말해 기마전에서의 오요로이는 공격과 방어의 요소를 이상적으로 갖춘 완성된 무장(武裝)이라 할 수 있다.
헤이안 말기의 겐페이 쟁패기에서부터 가마쿠라 시대까지인 최전성기에는 미술적 가치가 높은 것들이 많이 제작되었다. 그 중에서도 이름높은 것이 '미나모토 씨의 8령의 갑옷'이라 불리는 오요로이들이다. 이는 원태산의(源太産衣), 박금(薄金), 순무(楯無), 슬환(膝丸), 팔룡(八龍), 택석(澤潟), 월수(月數), 일수(日數)이다. 또한 다이라 씨에는 당피(唐皮), 박운(薄雲)이 있다.
오요로이 제작은 무로마치 시대가 되면서 쇠퇴하기 시작해 말기에 이르러서는 거의 제작되지 않게 된다. 그 자리를 메우듯이 동환, 복권, 당세구족 등이 등장하게 된다. 에도 시대에는 복고적 풍조가 성행하여 상당한 수의 오요로이가 제작되나 명갑이라 불릴 만한 것은 없었던 것 같다.

###### 동환
동환(한자: 胴丸, 일본어: どうまる)은 오요로이와 같은 시기인 헤이안 중기에 등장했다. 오요로이는 대형으로 기마 무장이 착용하는 것인 데 반해, 동환은 도보의 일반 무사나 도졸들이 사용하는 경량의 갑옷이다. 구조적으로는 소찰을 사용한 우치카케식 괘갑에서 발전한 것으로 추정된다. 그 구성은 전립거 2단, 후립거 3단, 장측 4단(3단인 경우도 있다), 초접은 8간 5단 내리기가 일반적 형식이다. 오요로이와 비교해보면 협순은 사용치 않고, 초접은 걷기 쉽도록 얇게 8매로 나누었고, 어깨에서 상완부에 걸쳐 행엽(杏葉, 띠드리개)을 부착하여 보호하고 있다. 행엽의 길이는 약 14센티미터 정도이다.
생겨난 지 얼마 되지 않아서는 거의 하급, 중급 무사들이 착용하는 것이었으므로 가부토를 착용하지 않는 경우도 많았다. 나중에 신분이 높은 무장들도 사용하게 되면서 가부토와 소구족을 장비하게 되었고 센고쿠 시대에는 당세구족의 일종으로 발전하게 된다. 동환의 이점은 무엇보다 장착이 간편하다는 점이다. 오요로이가 기사 전용의 합리적인 완전 장비로 개발된 데 비해, 동환은 간소화한 무장으로 경쾌하게 활동할 수 있도록 기능성을 강조한 것이 큰 특징이다.
또 완전 장비된 오요로이는 화려해지면 화려해질수록 비용(오늘날로 치면 2~3억 원 정도)이 많이 드는 데 반해 동환을 비롯한 복권, 복당 등의 요로이는 저렴한 비용으로 제작이 가능하다. 동환은 일반 병사용이므로 많은 수량이 필요하다. 그러한 의미에서 제작도 비교적 간단하고 저렴하며 대량생산이 가능하다는 점은 오요로이에 비해 큰 장점이라 할 수 있다.

###### 복권
동환을 보다 간략화시킨 요로이가 복권(한자: 腹卷, 일본어: はらまき)이다. 발생 시기는 동환보다 조금 늦은 가마쿠라 후기로 추정되고 있다. 구조적 특징은 배 부분만을 덮고 있다는 점이며 명칭의 유래이기도 하다. 일반적으로 전립거 2단, 후립거 2단, 장측 4단, 초접 7간 5단으로 등 쪽에서 연결하는 형식이다. 복권의 소재는 철제 소찰, 가죽으로 된 소찰, 철혁 혼합 등으로 소찰의 크기는 조금 작지만 그 구성은 거의 오요로이와 같다.
복권은 방위적 기능보다는 도보전에서 공격적 기동성을 발휘했다. 복권의 이점은 착용이 간편하다는 점과 가볍다는 점, 그리고 기승용으로도 도보용으로도 이용할 수 있다는 점이다.
참고로 배후를 방어하기 위해서 틈새를 덮는 판을 붙이는 경우도 있었다. 무사는 적에게 등을 보이지 않아야 하므로, 등에 허점이 있어도 개의치 않는다는 생각에서 남북조 시대에는 이를 '겁쟁이 판'이라 부르며 그다지 사용하지 않았다. 그러나 무로마치 시대가 되면서 이러한 만용보다는 방어 제일을 중시하는 무사들이 늘어나 많이 사용되었다.

###### 복당
복당(한자: 腹當, 일본어: はらあて)은 동환, 복권보다 한층 더 간략화된 경장의 요로이로, 기능적으로 보면 몸통만을 보호하는 것이다. 구조는 일반적으로 흉판에 입거 2단, 좌우의 겨드랑이까지 오는 장측 2~3단이며, 초접은 3간으로 중앙이 2~3단, 좌우가 1~2단인 형태이다.
경장이기 때문에 제작비가 저렴하며 대량생산이 가능했다. 이러한 이유로 주로 하급 무사들이 이용했으며, 상급 무사들도 평상시에 불의의 위기에서 몸을 방어하기 위해 사용했다. 그러한 가운데 장비들도 다양해져 중장비가 된다. 이때 착용하는 가부토는 동환, 복권과 마찬가지로 근두(筋兜)이다.

##### 조선[3]

###### 철찰갑
《세종실록》 오례의에는 작은 철편이나 가죽 편을 가죽 끈으로 엮어서 만든 찰갑을 '갑'이라는 하나의 그림으로 그려 놓았다. 이 찰갑은 조선 전기의 대표적인 갑옷으로서, 고구려의 기마병이 입었던 찰갑이나 고려군의 찰갑과 기본 구조가 동일하다. 찰갑은 쇠나 가죽으로 만든 타원형의 방호재 표면에 상하 좌우로 각각 2~4개의 구멍을 뚫고, 이를 가죽 끈을 이용해 가로 방향으로 먼저 엮은 뒤 다시 이를 세로 방향으로 연결하여 완성한다. 조선 전기의 철찰갑으로는 수은갑(水銀甲)과 유엽갑(柳葉甲)이 있다.
수은갑은 철편의 표면을 수은으로 도금하고, 이를 말위(靺韋)라고 하는 고급 가죽으로 엮어서 만들었다. 하지만 수은을 철판 위에 바른다고 해서 흰색으로 도금이 되는 것은 아니며, 수은에 주석 등의 비철금속을 섞은 아말감은 거울의 뒷면을 바르는 데 사용될 정도로 광택이 좋다.
유엽갑은 일반 병사가 입던 가장 보편적인 철찰갑으로서, 철편을 옻으로 검게 칠하고 이를 연기를 쐰 사슴가죽 끈으로 엮어서 만들었다. 찰이 나뭇잎처럼 생겼다고 해서 철엽아갑(鐵葉兒甲)이라고도 한다.
철갑옷은 웬만한 화살로는 뚫기가 어려울 정도로 방호력이 뛰어나고, 쇠로 만들기 때문에 제작 비용도 피갑에 비해 저렴한 편이었다. 하지만 철찰갑은 찰을 엮은 사슴가죽이 몇 년 안에 쉽게 닳아 끊어지기 때문에 이를 보수하고 유지하는 데 어려움이 컸다. 이런 이유로 세조 3년에는 제조되는 철갑의 2/3를 가죽제 피갑으로 바꾸었으며, 연산군 때에 이르면 대부분의 병사가 피갑과 지갑만을 입게 된다.

###### 피찰갑
《세종실록》 오례의에 나오는 피갑은 돼지의 생가죽으로 찰을 만들고 연기를 쏘인 사슴가죽으로 이를 엮어서 만들었다. 《세종실록》 29년 11월 3일 기사에 평안도에서 바치는 가죽이 산저피(山猪皮)로 기록이 되어 있고, 《세조실록》 5년 8월 28일 기사에 석성 현감 최유가 가죽 갑옷을 만드는 저피가 민간에서 가지고 있는 바가 아니라고 한 점, 그리고 조선시대에는 민간에서 돼지고기를 선호하지 않아서 돼지 사육이 제한적이었던 점을 고려할 때, 피갑을 만드는 돼지가죽은 주로 멧돼지가죽이었던 것으로 보인다.
멧돼지가죽은 질기면서도 가벼우며 오랜 시간이 흘러도 갑옷을 엮은 사슴가죽이 해지지 않기 때문에 유지 보수가 용이하였다. 하지만 조정에서 피갑을 제조하여 바치도록 명하자 시중의 멧돼지가죽 가격이 급등하였으며, 세조 5년의 기록을 보면 멧돼지가죽 한 장의 값이 베 10필에 이르고 피갑 한 벌을 만드는데 베 50필이 드는 지경이 되었다. 당초에 세조는 말과 소를 도축하는 것을 막기 위해 피갑에 소가죽이나 말가죽을 사용하지 못하도록 했지만, 멧돼지가죽의 부족으로 이러한 금령은 점차 약화되고 결국 피갑을 만드는 데는 소가죽과 말가죽도 사용하게 된다. 한편 조선 후기의 실학자 이덕무는 가죽을 섣달에 진흙물에 담갔다가 말리고 옻칠을 하면 갑옷이 매우 견고해진다고 하였다.

###### 쇄자갑
쇄자갑(鎖子甲) 혹은 쇄아갑(鎖兒甲)은 철사를 고리 모양으로 만들어 서로 엮은 갑옷으로, 서양의 사슬갑옷(chain mail armor)에 해당된다. 《삼국사기》 고구려 본기 보장왕조를 보면, 요동성의 주몽 사당에는 쇄갑과 창이 있는데, 이는 전연시대(337~370년)에 하늘에서 내려온 것이라고 한다. 이 쇄자갑은 원래 서역에서 비롯된 것으로, 중국에서는 당나라 시대부터 자체적으로 제작하여 사용했다.

###### 경번갑
경번갑(鏡幡甲)은 원래 당나라 시대에 사용되던 갑옷의 명칭으로서, 가슴에 커다란 호심경(護心鏡)이 달린 갑옷을 의미한다. 하지만 조선의 경번갑은 당나라의 경번갑과는 구조가 전혀 다르며, 철찰(鐵札)과 철환(鐵環)을 교대로 엮어서 만든 갑옷이다.

###### 지갑
닥나무로 만든 조선의 한지는 질기고 오래가서 다른 나라에 많은 양이 수출되기도 했으며, 옷을 만드는 데도 사용되었다. 또한 조선의 종이를 여러 겹으로 겹치면 적의 화살도 막을 수 있었기 때문에, 조선 초기부터 갑옷을 제작하는 데 사용되었다. 조선에서 제작된 종이로 만든 지갑(紙甲)은 지찰갑, 지포엄심갑, 지제배갑이다.
《국조오례의》에 나오는 조선 초기의 지갑, 지찰갑은 종이를 여러 겹으로 겹쳐서 작은 조각을 만들고, 이를 사슴가죽이나 실로 엮어서 만든 것이다.
찰갑 형태의 지갑과 함께 조선 전기에 널리 사용된 지포엄심갑(紙布掩心甲)은 엄심갑(掩心甲), 지갑엄심(紙甲掩心), 지엄심(紙掩心)이라고도 불린다. 이는 종이와 천으로 조끼 모양을 만들어 가슴과 등을 방호할 수 있도록 만든 갑옷이다. 지포엄심은 태종 6년의 기록에서 처음 나타나며, 연산군 5년에 이극균이 올린 상소에는 이 엄심갑의 제작 방법이 자세히 묘사되어 있다.
그리피스가 《은자의 나라 한국》에서 묘사한 조선군의 종이 갑옷은 종이를 10~15선 두께로 누벼서 만든 것으로서, 대원군이 제작한 면갑과 그 형태가 거의 동일했던 것으로 보인다. 그리피스는 이 지갑이 "현대식 총알에는 견딜 수 없지만, 옛날 화승총 정도에는 견딜 수 있었을 것"이라고 했다. 조선 후기의 각 지방 읍지에 기록된 지엄심은 이 지제배갑(紙製背甲)의 일종이었을 것이다.

###### 목면갑
조선 전기에는 면으로 만든 목면갑(木棉甲)에 관한 기록이 없으며, 화기가 발달한 조선 후기에야 비로소 등장한다. 이 면갑은 일종의 패딩 갑옷으로서 찰이 달려 있지 않고, 다만 면포를 여러 겹으로 겹쳐서 갑옷과 투구를 만든 것이다. 이렇게 제작한 면갑은 창검에 대한 방호력은 떨어지지만, 화살과 총알에 대해서는 상당한 방호력이 있었을 것으로 보인다. 《만기요람》에는 어영청에 1,006벌의 목면갑의가 있다고 했고, 고종 19년의 기록을 보면 무위영의 보병들은 대부분 피갑이나 목면갑을 착용했다. 조선 후기에 각 지방 군영에 비축되어 있던 목엄심도 목면갑의 일종이다.

###### 두두미갑
두두미갑(頭頭味甲)은 방호재가 없는 일종의 의장용 갑옷이다. 《태종실록》에는 군기감에서 매월 여덟 벌의 두두미갑을 제조했다는 기록이 있으며, 《세종실록》 오례의에는 나타나지 않다가 성종대에 간행된 《국조오례의》에는 그림과 함께 다시 두두미갑이 소개되어 있다. 두두미갑은 갑옷의 아랫부분에 갑옷 아랫동이 별도로 있고 사타구니를 가려 주는 골미가 있는 것으로 보아, 조선 초기에 중국에서 전래된 갑옷일 가능성이 높다.

###### 두정갑
두정갑(頭釘甲)은 쇠나 가죽으로 만든 찰을 의복의 안쪽에 쇠못으로 박아서 만든 갑옷으로서, 조선 후기의 대표적인 갑옷 양식이다. 이 두정갑은 《세종실록》에는 나타나지 않다가 성종 때 《국조오례의》 병기도설에 처음 등장한다. 병기도설의 두정갑은 두 종류인데, 실전용인 철두정갑(鐵頭釘甲)은 청금포(靑錦布)로 옷을 만들고, 옷의 안쪽에 쇠로 만든 찰을 촘촘히 대고 겉에 쇠못을 박아 고정한 것이다. 반면에 의장용 갑옷인 황동두정갑(黃銅頭釘甲)은 홍단자로 만들며, 갑옷의 안쪽에는 연기를 쏘인 사슴가죽을 대고 겉에는 황동으로 만든 못을 박았다. 또한 황동두정갑은 철두정갑과는 달리 소매를 별도로 만들어 끈으로 연결하도록 제작되었으며, 붉은색으로 짠 넓은 조대를 허리에 둘렀다.

###### 어린갑
어린갑(漁鱗甲)은 갑옷의 표면에 작은 금속 찰을 물고기 비늘처럼 붙인 것으로서, 조선 후기에 새롭게 나타난 갑옷 양식이다. 갑옷에 사용되는 찰의 종류에 따라서 두석린갑(豆錫鱗甲), 도금동엽갑(塗金銅葉甲) 등이 있었으나, 형태상으로는 이를 어린갑으로 통칭할 수 있겠다.
어린갑은 목면을 서너 겹으로 겹쳐서 두터운 의복을 만들고, 그 안에 비단이나 삼승포를 덧댄 뒤, 의복의 표면에 황동(豆錫)으로 만든 물고기 비늘 모양의 작은 찰을 리벳으로 촘촘히 박아서 만든다. 두석린갑은 맨 바탕의 두석 찰과 주칠, 흑칠한 찰을 번갈아 가며 배치했고, 도금동엽갑주(塗金銅葉甲胄)는 모든 찰을 금으로 도금하여 황금 갑옷으로 만들었다. 갑옷의 어깨 윗부분에는 용 모양의 견철이 달려 있고, 갑옷 테두리에는 모피 털을 둘렀다. 이 어린갑은 찰을 황동으로 만들었기 때문에 기본적으로 방호력이 낮을 뿐만 아니라, 찰 하나하나의 크기가 너무 작아서 외부의 충격을 제대로 분산시키기 어려운 구조이다. 그럼에도 이런 비실용적인 갑옷이 제작된 것은 순전히 그 화려한 외양 때문이었으며, 주로 고위 장수의 의장용으로 사용되었다. 구한말에 조선을 방문한 서양인들이 두석린 갑옷의 독특한 외양을 선호했기 때문인지, 두석린 갑옷이 선물용으로 제작되어 외국인에게 선물된 사례들이 있다.

###### 철엄심갑
철엄심갑(鐵掩心甲)은 오늘날의 방탄 조끼를 연상시키는 조선 말기의 갑옷이다. 조끼의 안쪽에 커다란 철판을 넣어 방호력을 높였다.

###### 식양갑
조선 전기에도 두두미갑이나 황동두정갑처럼 방호재를 사용하지 않은 의장용 가짜 갑옷, 즉 식양갑(飾樣甲)이 있었지만, 이는 시위하는 군사들만이 착용했을 뿐이다.

###### 피박형 갑옷
피박(校博)이란 어깨와 가슴 부분을 보호하기 위해 어깨 위로 두르는 일종의 망토형 방호구로서, 중국의 갑옷에는 대부분 이 피박이 달려 있다. 피박형 갑옷은 중국 당나라에서 기원한 것으로, 삼국시대에는 우리나라에서도 사용되었을 가능성이 높다.
하지만 우리 민족은 고려시대부터 두루마기처럼 전체가 한 벌로 구성된 포형形 갑옷을 입었으며, 이 때문에 송나라의 서긍이 고려군 갑옷의 특징을 이야기할 때 피박이 없다는 점을 가장 먼저 꼽았다. 현존하는 유물이나 문헌 기록을 살펴보더라도 고려나 조선시대에 우리나라에서 피박형 갑옷이 사용된 흔적은 발견되지 않는다. 그럼에도 조선 왕릉의 무인석이나 무속화 속의 신장들은 거의 대부분이 피박이 달린 중국식 갑옷을 입고 있으며, 이러한 전통은 현대까지 이어져 세종로의 이순신 장군 동상에도 피박형 갑옷이 묘사되어 있다. 하지만 이들 피박 분리형 갑옷은 양날검과 마찬가지로 단지 상징적 인 의미로 묘사되었을 뿐이며, 실제로 조선에서 이 피박형 갑옷이 널리 사용된 적은 없었으리라 생각된다. 조선 왕릉 무인석에는 피박과 갑신(甲身), 그리고 흉갑의 관계가 정확히 묘사되지 못하고 적당히 얼버무려 있는 경우가 많은데, 이는 조선의 석공들이 피박형 갑옷을 직접 본 적이 없었기 때문일 것이다.

#### 서양

##### 가죽 갑옷
생가죽을 그대로 방어구로 사용하던 원시인은 습기와 세균 등에 오래 노출되면 금방 부패되는 생가죽의 단점을 발견하고 신석기 시대부터 레더 아머(leather armor)라는 가죽을 무두질한 방어구를 만들어 사용하였다.
레더 아머의 가죽 무두질 과정은 다음과 같다.
1. 가죽을 물로 싯고 잿물과 탄닌, 기름 등을 발라 가죽의 털과 지방 및 단백질 성분을 제거한다.
2. 불을 때워 나오는 연기에 가죽을 그을리는 훈제 과정을 거친다

##### 브레스트 플레이트
브레스트 플레이트는 이름 그대로 가슴을 덮는 갑옷으로 흉부를 보호하는 역할을 한 갑옷이다. 이 갑옷은 기원전 19세기의 바빌로니아 왕국의 병사들이 가슴에 원반을 단 방어구를 사용했다는 사실에서 근거하여 고대 메소포타미아 시대부터 사용했다고 추정할 수 있다.

##### 고대 로마 갑옷[8]

###### 로리카
가슴과 몸통을 완전히 덮는 흉갑으로 그리스에서는 토락스라고 불리던 갑옷이다. 가슴 쪽과 등 쪽의 두 청동 단조판으로 구성되며, 어깨와 겨드랑이 부분에서 끈으로 고정한 방어구로 다른 로마 방어구와 같이 근육을 본뜬 부조 장식이 되어 있는 흉갑의 이름이었다. 이후 시대가 흐르면서 로마의 몸통 방어구의 총칭이 되었다.

###### 로리카 하마타

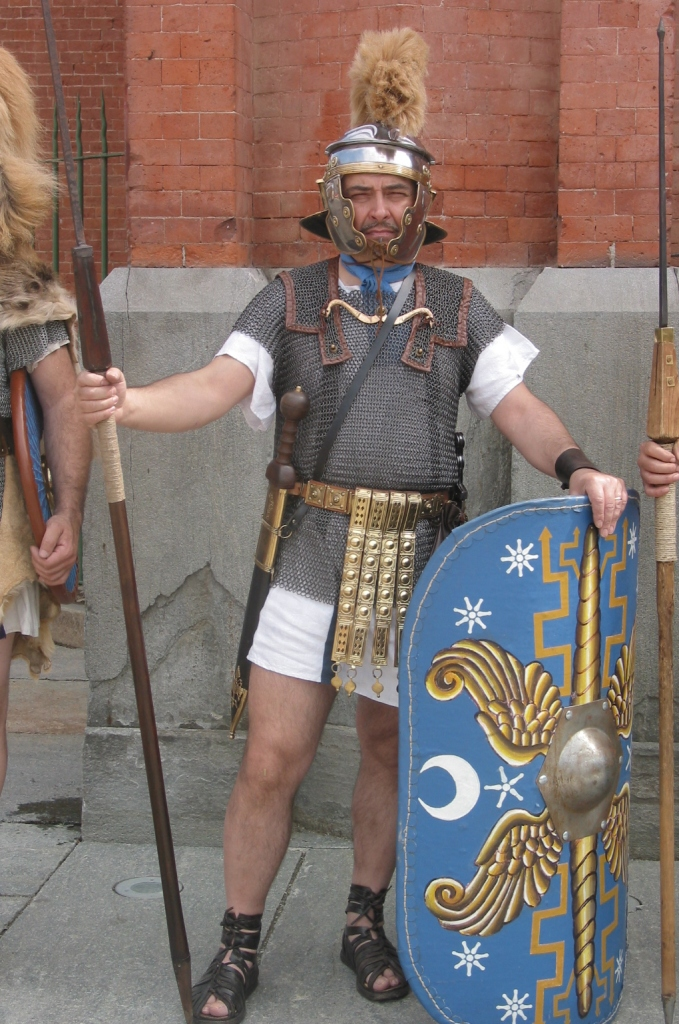
로리카 하마타 착용 모습

로리카 하마타는 고리를 연결하여 금속 천을 생성하고 가공한 방어구인 체인 메일이 기원전 5~6세기 로마에 전해지면서 양산된 방어구이다. 로리카 하마타는 체인 메일 중에서도 10만 개나 되는 고리로 구성되어 잇는 방어구로 5~10mm 크기의 작은 고리가 촘촘하게 엮여 사슬을 구성하는 구조를 하고 있다. 로리카 하마타는 기본적으로 허리 위까지를 방호하는 방어구이지만, 상황에 따라 어깨 부분을 두 겹으로 보강하거나 두께를 늘리기도 하였으며 긴소매형이 만들어지기도 하였다.

###### 로리카 세그먼타타

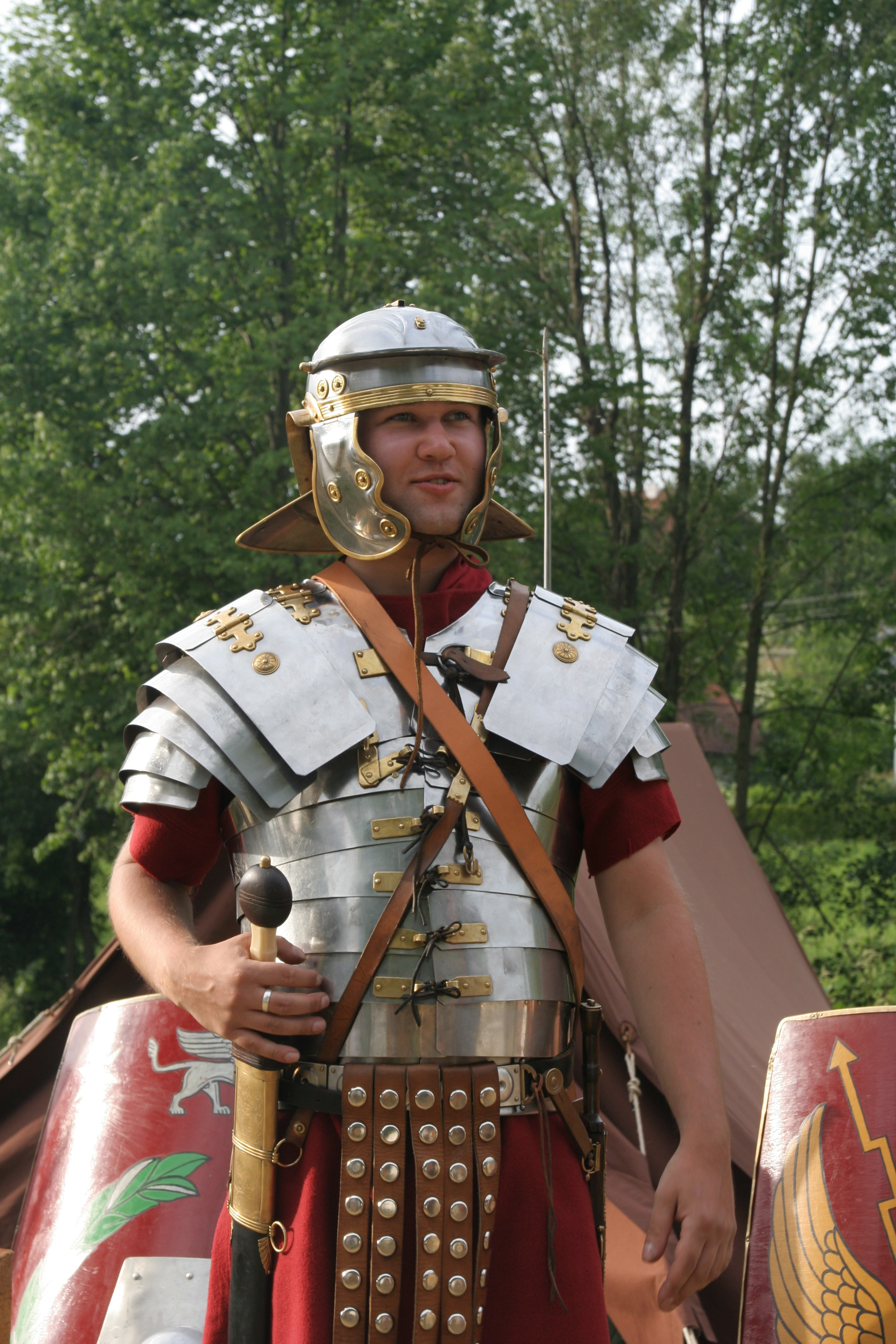
로리카 세그먼타타 착용 모습

로리카 세그먼타타는 로마 제국군이 사용한 판금 갑옷이다. 구조가 특이하여 '조립식 갑옷'이라고 불리기도 한다. 구조는 몸통 부분은 길고 가느다란 철판 조각 여러 장을 구부려 가죽끈으로 접합한 구조로 마치 사람의 몸통을 감싸는 외골격 같다. 재료는 연철을 소재로 만들었기 때문에, 플레이트 아머 보다 유연성이 풍부하고 충격 흡수력이 높다. 이 갑옷은 정면 중앙부에서 열리도록 되어 있으며, 착용 후 가슴 부분의 청동 잠금쇠에 가죽끈을 통과시키고 묶어서 고정한다. 로리카 세그먼타타의 단점은 관리가 어렵다는 점인데, 철과 청동을 이용하여 만들어 다른 종류의 금속이 접촉하면 부식되기 쉽기 때문에 자주 기름칠을 해야 했으며 또한, 구조가 복잡하여 파손될 경우에 수리하기에도 어려움이 있었다.

##### 코트 오브 플레이츠
플레이트 아머가 등장하기 이전 12~14세기에 영국과 프랑스를 중심으로 유럽에 널리 보급된 갑옷이다. 현재 남아 있는 유물이나 기록의 희박하고, 안에 껴입는 경우가 많은 갑옷이었기에 회화에서 묘사되는 사례도 적지만 사슬 갑옷보다 손쉽게 제작하고 운용할 수 있던 것은 분명하게 보인다. 코트 오브 플레이츠의 구조는 캔버스 코트에 복수의 네모난 판금을 늘어놓고 리벳으로 구정한 구조로, 판금 조각을 수평으로 배치하는데 동체 정면만을 방어하거나 혹은 몸 둘레를 둘러싸도록 하였다.

##### 브리건딘
브리건딘은 14~17세기 사이 영국, 독일, 이탈리아 등에서 유행한 장갑 조끼로 플레이트 아머와 같은 고성능 갑옷이 등장한 후에도 병사나 종자,  또한 경장을 선호하는 기사들이 계속해서 사용한 갑옷이다. 브리건딘은 가죽이나 천 안쪽에 복수의 철판을 리벳으로 고정한 방어구로, 구조가 코트 오브 플레이츠와 흡사하다.

##### 플레이트 메일
체인 메일에 흉갑이나 건틀릿 등의 판금 방어구를 조합한 것으로 정확한 명칭은 '플레이트 앤드 메일 아머'로 "체인 메일을 입은 다음 몸통, 팔, 팔꿈치, 무릎, 정강이 등 각 부위에 판금 방어구를 가죽끈 등으로 고정한 상태"를 뜻하는 경우가 많다. 플레이트 메일은 방어구 진화사에 있어 과도기의 장비로, 플레이트 아머 등장 이후에도 고가의 플레이트 아머를 구매하지 못하는 전사나 병사들에게는 애용품이 되었다.

##### 플레이트 아머
판금 갑옷(플레이트 아머)의 전성기는 15~16세기로 여겨지고, 늦어도 16세기에는 리벳으로 연결하여 관절이 가동하는 전신 방어구 세트인 플레이트 아머의 시대로 이행하였다.

###### 밀라노 양식
판금 갑옷 선진국은 이탈리아로서, 가장 먼저 미살리아 일족이 분업을 통한 양산과 수출로 유명해졌고, 문외불출의 기술을 자랑하는 그들 밀라노식의 갑옷은 전체적으로 둥글둥글한 느낌이 나며, 건틀릿이 미튼형(벙어리장갑)으로 되어 있는 것이 특징이다.

###### 고딕식 양식
고딕식 양식의 발상지는 사실 독일이 아닌 네덜란드로, 네덜란드의 네그로니 가문이 밀라노의 명문 미살리아 일족에게 대항심을 불태우며 갑옷 디자인을 게르만인과 노르만인의 취향에 맞춘 고딕조로 만들었고 나아가서는 혁명적 신기술 '냉간 단조'를 이용하여 이전까지는 빨갛게 달군 철을 성형하였다가 가열했다가 서서히 식히는 풀림 처리를 통해 상온에서 두드리고 늘여 가공할 수 있게 되어 판금의 강도를 향상시켰고 판금을 얇게 펴 갑옷의 경량화를 성공하였다. 이후 독일 지역에서도 고딕 갑옷의 생산이 활발해졌으며, 15세기 중기에는 '하이 고딕식'이라고 불리는 플레이트 아머를 배출하였다.

### 재질별
현대에 와서는 '열병기'가 주를 이루며 두껍고 무거운 갑옷을 만들지 않고 첨단 기능을 가진 전투복을 만들고 있다. 이는 다시 말해 '냉병기'가 주를 이뤘던 과거에는 날카로운 칼과 창, 둔기 등으로부터 몸을 보호하기 위해 천, 가죽, 판금 등을 재질로 두껍고 단단한 갑옷을 만들었다.

#### 천
한 겹의 천으로는 일반적인 의복에 불과하지만, 여러 번 겹쳐져 일정한 두께가 되면 준수한 갑옷이 될 수 있다. 천이라는 재질이 비교적 쉽게 얻어지기에 만들기 용이하다. 하지만 착용자의 땀과 피, 오염물 등이 묻으면 쉽게 부패하고 물을 머금으면 무거워지고, 방화기능이 떨어지며, 찌르는 공격에 취약하다는 단점이 있다.

#### 가죽
천 만으로는 부족한 보호성능을 두꺼운 가죽을 활용하면서 가죽 갑옷이 탄생하였다. 건조된 생가죽은 젤라틴과 지방질 성분이 말라붙어 천에 비해 월등한 방어력을 제공했다. 하지만 습기와 세균 등에 오래 노출되면 부패되는 단점이 있었다. 이에 신석기 시대부터는 가죽을 무두질한 '레더 아머'가 만들어진다. 무두질한 가죽 갑옷은 가볍고 방수성이 뛰어나며 부패하지 않는 단단한 피혁이 된다.

#### 금속
가죽과 천도 금속의 단점을 보완하는 역할을 하였지만 시간이 흐르며 갑옷의 주재료는 금속으로 대체되었다. 금속은 다른 재료보다 훨씬 단단해서 인체를 보호하는 데 제격이었다.

##### 판갑(板甲)
판갑은 세로(종장판) 혹은 가로(횡장판)로 길거나 삼각형(삼각판)으로 된 몇 개의 철판을 통째로 사용한 갑옷으로 가죽 및 못으로 연결되어있다. 우리나라의 경우, 가야와 신라 등에서 주로 등장했다. 4세기 초에는 종장판 갑옷이, 5세기부터 삼각판과 횡장판 갑옷이 사용된다. 판갑은 주로 보병용으로 사용되었으나 인체공학적으로 설계되지 못해 기동과 착용에 불편함이 있었다.

##### 찰갑(札甲)
찰갑은 갑옷에 메다는 쇳 조각인 미늘 조각(소찰)에 구멍을 내고 끈으로 꿰매면서 이어붙여 만든 갑옷으로 판갑에 비해 유연하게 움직일 수 있으며 겹치는 조각들이 더 높은 방어력을 제공했다. 조각들은 쇠뿐 아니라 가죽, 뼈 등 다양한 재료를 사용할 수 있다. 또한 수백 개의 미늘을 엮어 만든다는 점에서 분업이 가능해 판갑에 비해 대량생산할 수 있다. 때문에 여러 초기 고대 문명에서부터 중세 시대까지 널리 사용했으며 기병대에도 적극 활용했다. 찰갑의 형태는 외중식과 내중식으로 나누는데, 보통은 하단 미늘이 상단 미늘의 외면의 위로 가게 겹치는 외중식으로 만들었다. 끈끼리 연결하는 거리가 생겨 가동의 유연성이 생기고 적이 병기로 공격하더라도 끈들이 잘리는 것을 어느 정도 막을 수 있었기 때문이다.

##### 어린갑(scale armor)
어린갑은 금속 조각을 물고기 비늘처럼 붙여서 만들었다. 찰갑과 차이는 조각끼리만 꿰어 만드는 찰갑과 달리 직물과 가죽의 옷 위에 함께 꿰맸다는 점이다. 또한 비늘조각의 둥근 면이 아래쪽을 향하도록 배열했고 각자 가장자리가 겹치는 형태로 배치하여 틈을 없앴는데 유동적으로 비늘들이 움직였기에 충격을 튕겨낼 수 있도록 했다.

##### 체인메일(chain mail)

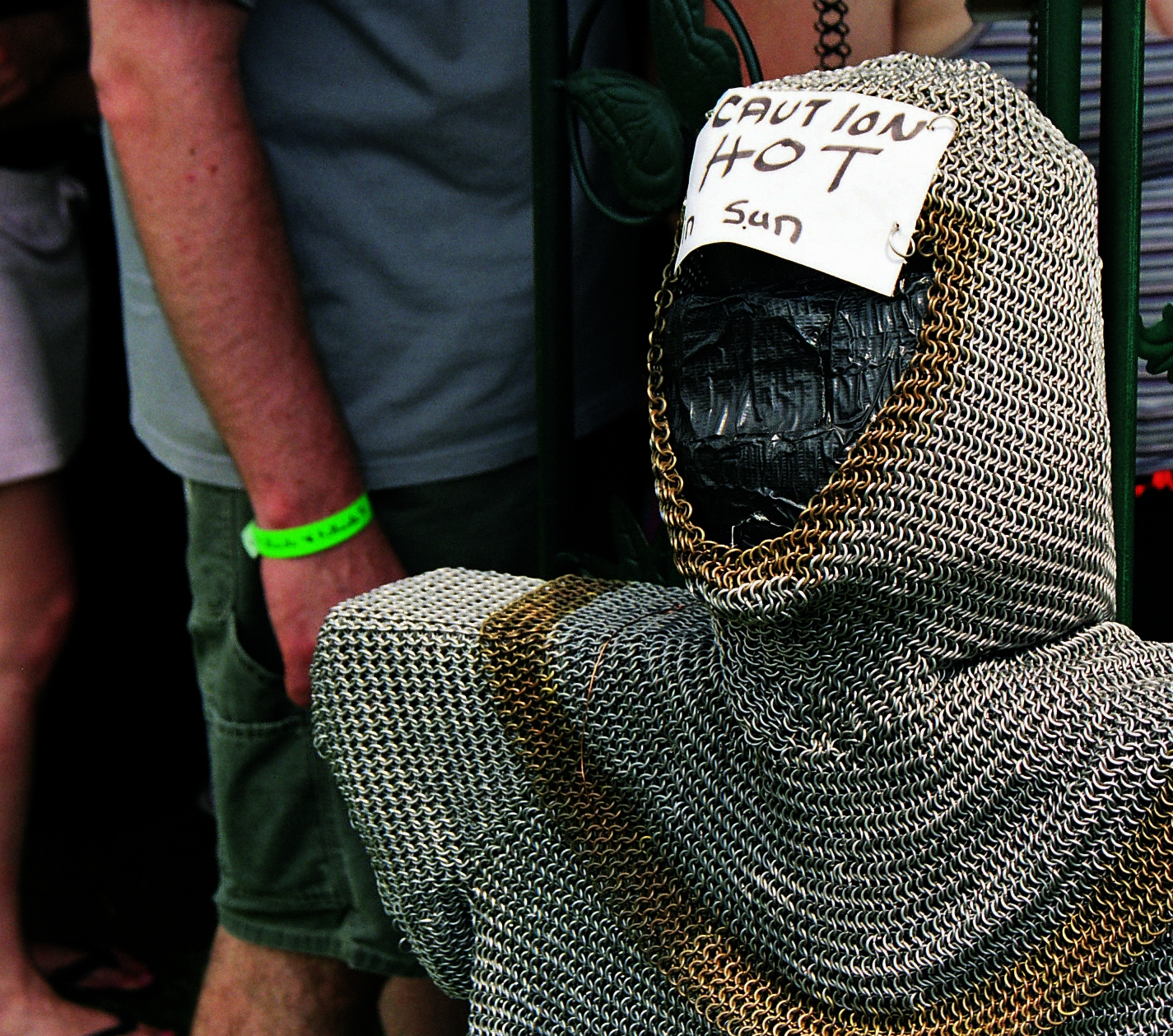
체인메일

말 그대로 쇠로 된 고리를 서로 꿰매어 엮는 방법으로 만들었다. 옆 사진과 같이 흔히 알고 있는 체인메일은 고대 켈트인들이 만든 형태에서 유래했다.
전신을 세세하게 감싸기에 유용해 다른 옷과 함께 걸쳐 편하게 입을 수 있다. 통풍에도 좋고 가벼우며 사슬의 탄력을 이용하여 칼 및 화살을 막을 수 있다. 하지만 워낙 가벼워 전투시에 충분한 방어력을 제공하지 못하였고 특히 둔기류에 취약했다. 또한 이동 시 소리가 나고 일일이 사슬을 엮어야 하여 생산 시간이 오래 걸린다는 단점도 있었다.
이러한 체인메일은 시간이 흐르면서 폭넓게 활용되었다. 시간이 흐르면서 단점을 보완하기 위해 사슬과 철판을 함께 덧대어 만든 '경번갑'이 생겨났다. 경번갑은 체인메일이 기존의 찰갑 등이 겨드랑이와 같은 세세한 부위를 가리지 못하는 단점을 보완한 것을 계승하면서 체인메일의 방어력도 높인 갑옷이다.

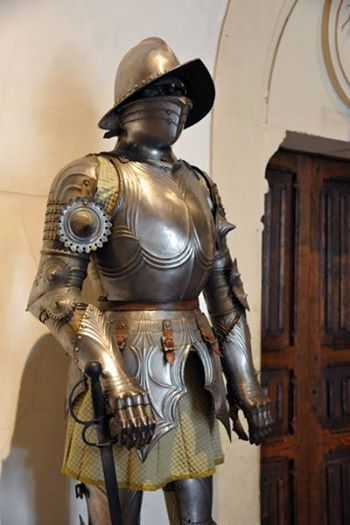
판금갑

##### 판금갑(板金甲,plate armour)
중세 말기에 이르러 강철로 만든 판금갑이 등장한다. 강철로 전신을 빈틈없이 보완하여 방어력을 높이고 동시에 편안한 움직임을 가능하게 했다. 금속 제련 기술이 발전하면서 강철의 강도는 웬만한 냉병기의 공격은 모두 무력화할 수 있을 만큼 강해졌고 이 덕분에 판금갑이 등장할 수 있었다. 판금갑은 얼굴 전체를 덮는 투구와 흉갑, 배갑, 장갑 등 신체의 전 부위를 나눠 각각 강철판으로 만들고 각 부분을 리벳(금속을 잇는 대갈못), 끈, 경첩, 버클 등으로 연결하여 전신을 둘러쌌다.

### 현대의 갑옷
갑옷의 발전에 따라 무기 또한 발전하였다. 그에 따라 열병기가 발달하게 되었고 결국 갑옷은 건위와 위엄을 나타내는 장식용으로 쓰였으나 역사 속으로 사라졌다. 이후 오늘날 보호의는 방탄복, 방검복으로 나뉜다.

#### 방탄복(防彈服)
대표적인 열병기인 총기의 총탄/파편으로부터 신체를 보호하기 위해 특수제작된 보호구이다. 대부분 전신이 아닌 상체를 가리는 조끼 형태이기 때문에 방탄조끼라고도 불린다. 1,2차 세계대전에서의 방탄복은 금속성 재질이기에 기동성은 떨어지고 총탄은 제대로 막지 못하였다. 이후 나일론 외피에 알루미늄판을 삽입한 M12 방탄복이 등장하였다. 하지만 여전히 무겁고 파편을 막는데 그쳤다. 세계대전이 종료되면서 1943년 유리섬유를 합성수지로 굳혀 만든 재료가 개발되었다. 이는 가벼우면서 튼튼해 방탄판의 훌륭한 재료로 사용되었다. 이를 이용해 M1951 방탄복이 등장하였다. 실제로 한국전쟁에 참전한 미해병대가 사용하였다.
하지만 습한 환경에서 무겁고 답답하다는 단점이 존재하였고 이를 대체하기 위해 DuPont사의 케블라소재를 활용해 1980년대 초 새로운 방탄복, 파스캣 방탄복을 개발했다. 하지만 여전히 총탄의 방어는 불가능하였다.
이에 파스캣 방탄복에 세라믹플레이트를 정면에 삽입했다. 이로써 최초로 총탄을 막는 진정한 방탄복인 인터셉터 방탄복이 등장하였다. 하지만 입고 벗기 불편하고 어깨에 너무 부하가 온다는 단점이 존재하였다.
이에 2007년 이를 보완한 IOTV 방탄복이 등장하였다. IOTV 방탄복은 옆구리 부분을 조일 수 있어 어깨의 부하를 줄일 수 있고 신속해제장치가 있어 빠르게 방탄복을 벗을 수 있었다. 추가로 내부가 망사재질이기에 통기성도 높아졌다.
하지만 기동성을 고려하여 필수적으로 보호해야하는 부위를 제외하고는 나머지는 절감하여 플레이트 캐리어를 개발하였다.
| 1,2차 세계대전          | 1,2차 세계대전 | 1943년 합성수지 등장 | 1980년대 초   | 냉정 종류 이후  | 2007년      | 최신            |
| ----------------------- | -------------- | -------------------- | ------------- | --------------- | ----------- | --------------- |
| 단순 금속성 재질 방탄복 | M12 방탄복     | M1951 방탄복         | 파스캣 방탄복 | 인터셉터 방탄복 | IOTV 방탄복 | 플레이트 캐리어 |

#### 방검복(防劍服, Stab vest)
이름 그대로 칼 등의 날붙이로부터 착용자를 보호해주는 옷이다. 방탄복과 같은 원리로 조밀하게 짜서 미끄러지는 특수한 강화 섬유를 사용하거나, 내부에 플라스틱 내장내나 금속판을 넣어 보호한다. 국내에서는 경찰이 주로 사용한다. 국내의 대부분의 범죄자들이 총기를 소지할 수 없기 때문에 방탄복보다 적합하기 때문이다. 위 같은 이유 때문인지 섬유 소재 방탄복이 방검기능이 어느정도 있는 반면 방검복은 총탄에 효과가 없다.

## 참고 문헌
- 시노다 고이치 (2009). 《무기와 방어구(중국편)》. 들녘.
- 도다 도세이 (2007). 《무기와 방어구(일본편)》. 들녘.
- 민승기 (2019). 《조선의 무기와 갑옷: 환도 한 자루에서 대형 전함까지 조선시대 무기와 갑옷의 모든 것》. 가람기획.
- 다키히라, 나루미 (2020.01.11). 《방어구의 역사》 1판. 에이케이커뮤니케이션즈.

## 같이 보기
- 갑주